# Bandera de Daguestán
La bandera de Daguestán se adoptó formalmente el 26 de febrero de 1994, después de la disolución de la RSSA de Daguestán en la República de Daguestán en la Federación Rusa.
Está formada por tres bandas horizontales del mismo tamaño, de arriba abajo: verde, azul y rojo. La proporción actual es de 2:3, sin embargo, cuando se modificó el 19 nоviembre de 2003, pasó a 1:2.

## Simbología
Sus colores simbolizan:
- Verde: la vida, la abundancia de la tierra en Daguestán, a la vez que es un color tradicional del Islam (La mayoría de la población está compuesta por musulmanes sunitas).
- Azul: el color del mar (la parte oriental de la República está bañada por el mar Caspio); también simboliza la belleza y la majestad del pueblo.
- Rojo: la democracia, la educación, el coraje y la valentía además de la lealtad al país.

Los colores azul y rojo coinciden con los colores de la bandera de Rusia.

## Banderas históricas

Bandera del Imanato Caucásico (siglo XIX)
Bandera de la República de las Montañas del Cáucaso Septentrional (1921–1924)
Bandera de la República Socialista Soviética Autónoma de Daguestán (1925-1927)
Bandera de la República Socialista Soviética Autónoma de Daguestán (1927-1954)
Bandera de la República Socialista Soviética Autónoma de Daguestán (1954–1991)
Bandera de  Daguestán (1994–2003)

## Otras banderas

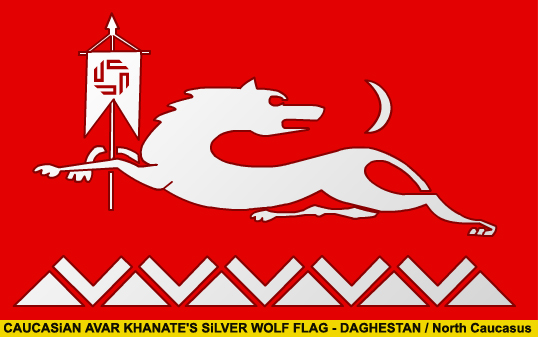
Bandera del pueblo ávaro de Daguestán
Bandera del pueblo cumuco de Daguestán
Bandera del pueblo nogayo de Daguestán

- Datos: Q735046
- Multimedia: Flags of Dagestan / Q735046